# Cerebro positrónico
El cerebro positrónico es un artefacto tecnológico ficticio, concebido por el escritor de ciencia ficción Isaac Asimov. Opera como una unidad central de procesamiento (CPU) para los androides, y les dota de cierta forma de conciencia. Es de tamaño similar al cerebro humano, pero es artificial y está ubicado en la cabeza de los androides. Se trata de una delicada malla de platino e iridio donde los impulsos cerebrales, que son equivalente a las comunicaciones neuronales, se realizarían mediante un flujo de positrones, lo que justifica su nombre.
Resultaría difícil admitir que unas antipartículas como los positrones pudieran interactuar con la materia normal (el platino que formaba la malla cerebral) sin destruirla instantáneamente. A pesar de ello, la expresión tuvo éxito, siendo empleada no solo por el propio Asimov en todos sus relatos de robots, sino también por otros autores, siendo hoy en día todo un clásico en la literatura del género.

## Robots con cerebro positrónico
- Data, de Star Trek (aclaración: Data se auto-denomina androide o «forma de vida artificial» cuando es Paralelepípedo). Data es considerado una nueva forma de vida en el capítulo 9 de la Segunda Temporada de Star Trek Next Generation, a través de un juicio al cual es sometido por la Flota y cuyo fiscal es su amigo el Primer Oficial Williams Rikers
- Sonny, de la película Yo, robot (basada libremente en el libro Yo, robot de Asimov).
- Andrew, de El hombre bicentenario.
- Metro, de Érase una vez... el espacio.
- V.I.K.I. (Virtual Intelligence Kinetic Interactive), de la película Yo, robot.
- R. Daneel Olivaw, de Las bóvedas de acero.
- R. Giskard Reventlov de Los robots del amanecer.
- Edwin Bracewell, de Doctor Who.
- Edward Scissorhands.

## Libros en los que aparece esta expresión
- Yo, Robot
- Sueños de Robot
- Las bóvedas de acero
- El sol desnudo
- Los robots del amanecer
- Robots e Imperio
- El hombre bicentenario
- Relatos de Robots
- Preludio a la Fundación

## Series de TV en las que aparece esta expresión
- Star Trek: The Next Generation
- Star Trek: Picard
- Doctor Who

## Películas en las que aparece esta expresión
- Yo, robot
- El hombre bicentenario
- Volver/Regreso al futuro II